# فانوفك
فانوفك (بالإنجليزية: Vanůvek)‏ هي municipality in Czech Republic تقع في التشيك في مقاطعة يهلافا.[بحاجة لمصدر] يقدر عدد سكانها بـ 33 نسمة ومساحتها 2.55 كم2 وترتفع عن سطح البحر 600 متر.